# Amieva
Amieva – gmina w Hiszpanii, w prowincji Asturia, w Asturii, o powierzchni 113,9 km². W 2011 roku gmina liczyła 803 mieszkańców.